# Manuel de civilité pour les petites filles à l'usage des maisons d'éducation
O Manuel de civilité pour les petites filles à l'usage des maisons d'éducation (em português: Manual de Civilidade Destinado às Meninas Para Uso nas Escolas) é uma obra literária erótica pelo escritor francês Pierre Louÿs, escrita em 1917 e publicada postumamente e anonimamente em 1926.
Assume a forma de uma paródia dos rigorosos manuais educativos da época e, portanto, é composto por pequenos conselhos (geralmente uma ou duas frases) organizados em tópicos: "Em casa", "Deveres para com a mãe", "Em classe", etc. O tom da obra é afiada, até mesmo concisa, o estilo particularmente crível e tagarela. Pierre Louÿs usa a ironia prontamente para evocar os amores baratos das jovens perversas, e essa distância relativa lhe permite desprezar qualquer censura moral (incesto, pedofilia...). Na verdade, estamos longe do refinamento inestimável das Canções de Bilitis, por exemplo. O Manual de civilidade é sem dúvida a obra mais subversiva de Louÿs, um verdadeiro ataque ao puritanismo burguês da Belle Époque.

A título de ilustração, o "Glossário" que abre a obra contém este aviso:
Consideramos inútil explicar as palavras: boceta, fenda, bunda, montículo, pau, rabo, bolas, testículo, gozar (verbo), gozo (substantivo), ereção, masturbar, chupar, lamber, bombear, beijar, felação, comer, foder, sodomizar, ejacular, consolo, lésbica, sapatão, sessenta e nove, cunilíngua, fofura, puta, bordel. Estas palavras são familiares a todas as meninas.
A edição da obra publicada na Librio está marcada como "para leitores informados". Alguns dos conselhos do livro foram ilustrados pelo cartunista Loïc Dubigeon sob o título de Manual de comportamento para o uso de garotas "grandes".

## Edições
- Manual de Civilidade para Meninas de Pierre Louÿs, tradutor não referido. Editora &etc, Lisboa, 1980.
- Manual de Civilidade Destinado às Meninas Para Uso nas Escolas de Pierre Louÿs, tradutor não referido. Editora Imaginário, São Paulo, 1998.